# Liste de parlementaires britanniques morts à la Seconde Guerre mondiale

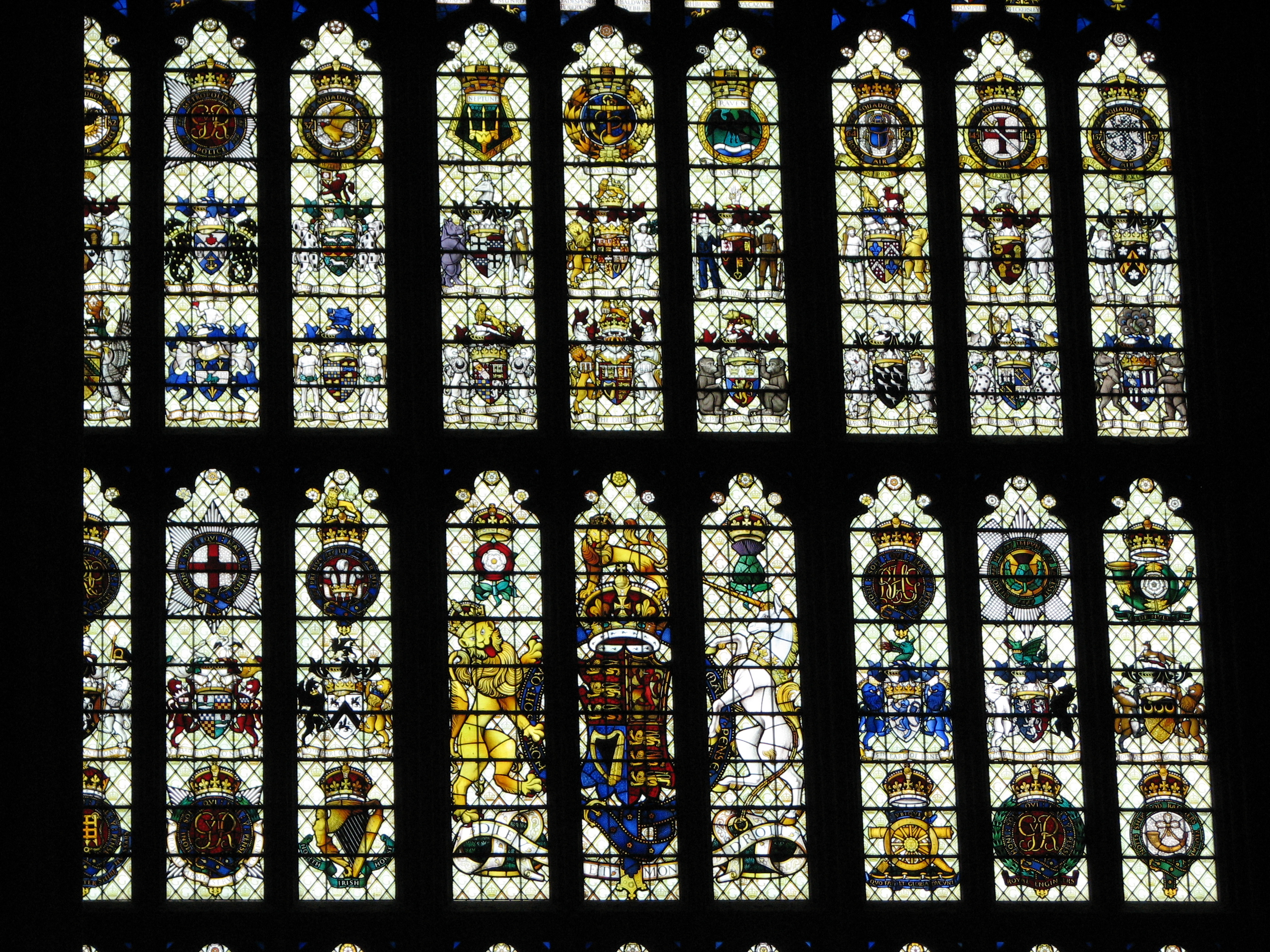
Détail du mémorial aux parlementaires et aux personnels du Parlement morts à la Seconde Guerre mondiale, au palais de Westminster.

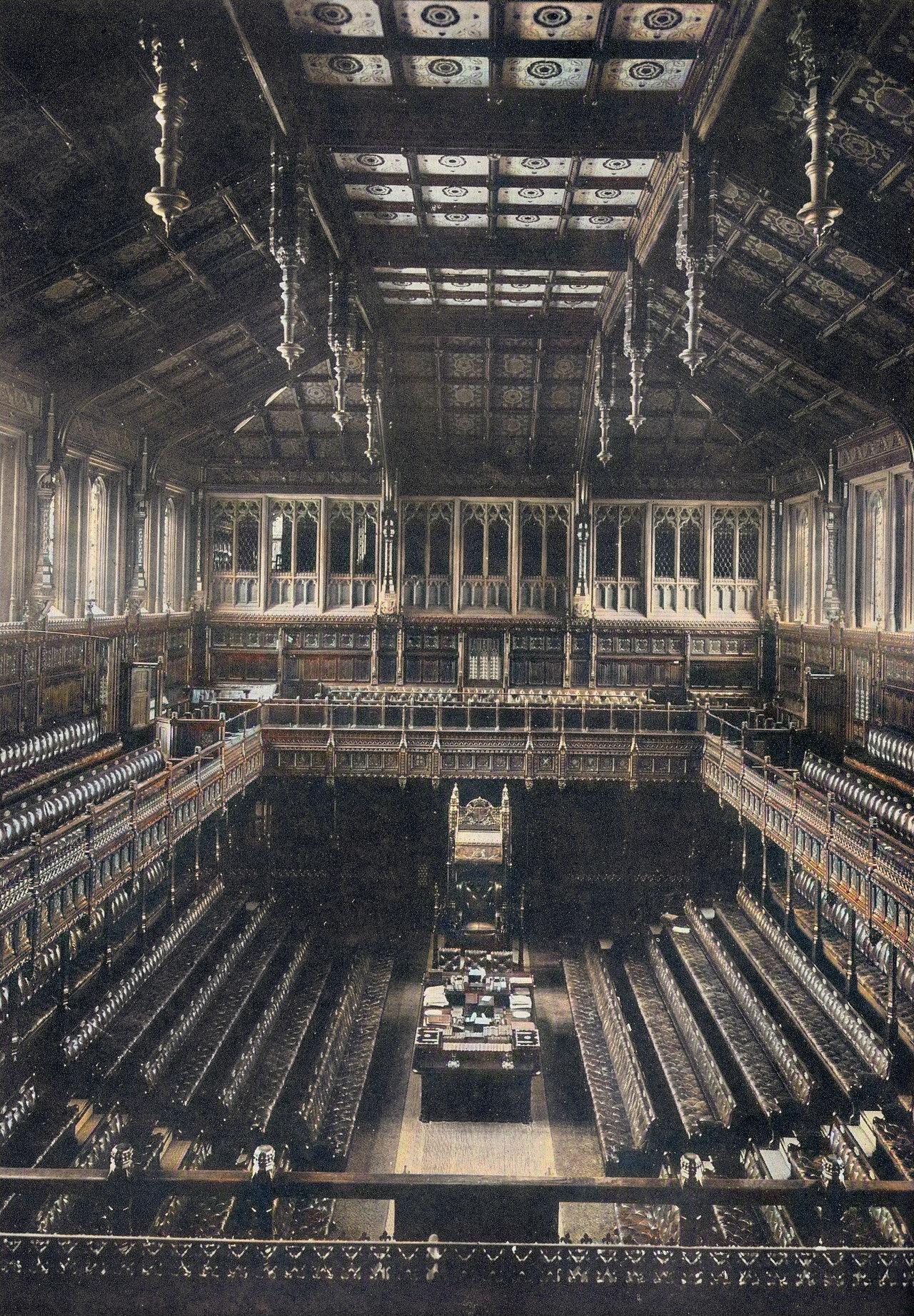
La Chambre des communes avant sa destruction par des bombes allemandes en mai 1941, durant le Blitz.

Le Royaume-Uni déclare la guerre au Troisième Reich le 3 septembre 1939, à la suite de l'invasion allemande de la Pologne. Le Royaume-Uni devient ainsi un membre clef des Alliés, et le seul pays majeur du côté des Alliés à prendre part à l'intégralité des six années que dure la Seconde Guerre mondiale. De juin 1940 (capitulation de la France) jusqu'en juin 1941 (entrée en guerre de l'Union soviétique), le Royaume-Uni, avec l'appui de son empire, est la seule puissance en guerre face aux forces de l'Axe. À la fin de la guerre, le Royaume-Uni compte 384 000 soldats morts au combat, et 70 000 civils tués, majoritairement durant le Blitz.
À partir de mai 1940, le pays est dirigé par le cabinet de guerre que mènent le Premier ministre Winston Churchill (du Parti conservateur) et le vice-Premier ministre Clement Attlee (du Parti travailliste), tous deux soldats vétérans de la Première Guerre mondiale. En raison de la guerre, les élections prévues pour 1940 ne peuvent se tenir, et le parlement élu en 1935 continue de siéger jusqu'en 1945.
Un mémorial sous la forme d'un vitrail à Westminster Hall, dans le palais de Westminster, commémore les vingt-deux membres de la Chambre des communes et les trente-quatre membres de la Chambre des lords tués à cette guerre. Il commémore également les deux policiers -Gordon Farrant, 29 ans, et Arthur Stead, 33 ans- tués par un raid aérien allemand sur les locaux du Parlement, ainsi que les trois personnels du Parlement tués par cette guerre : le capitaine Edward Elliott du Royal Army Service Corps (en), surintendant résident de la Chambre des lords, tué par ce même raid ; le caporal Colin Rees, du régiment d'infanterie du Middlesex, travailleur des cuisines de la Chambre des communes, tué au combat ; et le lieutenant-colonel Colin Davidson, de la Royal Artillery, clerc de la Chambre des lords, tué au combat.
Beaucoup des parlementaires tués durant cette guerre sont membres du Parti conservateur, ce que l'historien Stuart Ball explique par le fait que « bon nombre de députés conservateurs étaient suffisamment jeunes pour prendre part aux combats, ils étaient souvent déjà réservistes dans l'armée, et appartenaient à la classe sociale dont seraient issus les officiers, avec pour attente qu'ils montreraient l'exemple aux autres soldats et les menant eux-mêmes à la bataille ».

## Liste
Ces cinquante-six parlementaires tombés au front ou bien des suites de la guerre sont, par ordre chronologique :
| Nom                                                            | Nom | Parlementaire (dates)                                                          | Parti | Parti                    | Régiment                                                               | Date de naissance | Décès | Remarques |
| -------------------------------------------------------------- | --- | ------------------------------------------------------------------------------ | ----- | ------------------------ | ---------------------------------------------------------------------- | ----------------- | --- | --- |
| Anthony Muirhead                                               |     | Député de Wells depuis mai 1929                                                |       | Parti conservateur       | Lieutenant-colonel, Queen's Own Oxfordshire Hussars                    | 4 novembre 1890   | 29 octobre 1939, à l'âge de 48 ans. Se suicide à Oxford, craignant qu'une blessure à la jambe ne l'empêche de partir au front. | Vétéran de la Première Guerre mondiale. |
| Henry Percy, 9e duc de Northumberland                          |     | Pair héréditaire depuis juillet 1933                                           |       | incertain                | Lieutenant, Grenadier Guards                                           | 15 juillet 1912   | 21 mai 1940, à l'âge de 27 ans. Tué au combat à Pecq, en Belgique. | |
| John Crichton, 5e comte d'Erne                                 |     | Pair héréditaire depuis novembre 1928                                          |       | Parti conservateur       | Major, North Irish Horse (en)                                          | 22 novembre 1907  | 23 mai 1940, à l'âge de 32 ans. Tué au combat à Cassel, en France, durant la bataille de Dunkerque. | |
| Richard Porritt                                                |     | Député de Heywood et Radcliffe depuis novembre 1935                            |       | Parti conservateur       | Capitaine, Lancashire Fusiliers                                        | 4 septembre 1910  | 26 mai 1940, à l'âge de 29 ans. Tué au combat à Seclin, en France, durant la bataille de Dunkerque. | |
| George Coventry, 10e comte de Coventry                         |     | Pair héréditaire depuis mars 1930                                              |       | Parti conservateur       | Lieutenant, régiment du Worcestershire                                 | 10 septembre 1900 | 27 mai 1940, à l'âge de 39 ans. Tué au combat à La Bassée, en France, durant la bataille de Dunkerque. | |
| Heneage Finch, 9e comte d'Aylesford                            |     | Pair héréditaire depuis octobre 1929                                           |       | incertain                | Capitaine, Royal Artillery                                             | 31 octobre 1908   | 28 mai 1940, à l'âge de 31 ans. Tué au combat à Wormhout, en France, durant la bataille de Dunkerque. | |
| Ronald Cartland                                                |     | Député de King's Norton depuis novembre 1935                                   |       | Parti conservateur       | Major, 53e régiment anti-tank, Royal Artillery                         | 3 janvier 1907    | 30 mai 1940, à l'âge de 33 ans. Tué au combat durant la bataille de Dunkerque. | Frère cadet de la romancière populaire Barbara Cartland. |
| Sir Arnold Wilson                                              |     | Député de Hitchin depuis juin 1933                                             |       | Parti conservateur       | Pilot officer, canonnier, 37e escadron, Royal Air Force Bomber Command | 18 juillet 1884   | 31 mai 1940, à l'âge de 55 ans. Tué lorsque son avion s'écrase près d'Eringhem, en France, durant la bataille de Dunkerque. | Assistant auprès de Sir Percy Cox, administrateur britannique au Moyen-Orient, durant la Première Guerre mondiale. |
| Jenico Preston, 16e vicomte Gormanston                         |     | Pair héréditaire depuis octobre 1935                                           |       | incertain                | Capitaine, King's Own Yorkshire Light Infantry (en)                    | 7 octobre 1914    | 9 juin 1940, à l'âge de 25 ans. Tué au combat à Rouen, en France. | |
| Richard Kay-Shuttleworth, 2e baron Shuttleworth                |     | Pair héréditaire depuis décembre 1939                                          |       | incertain                | Flying officer, Royal Air Force                                        | 30 octobre 1913   | 8 août 1940, à l'âge de 26 ans. Tué au combat durant la bataille d'Angleterre, au-dessus de la Manche. | Son titre de baron passe à son frère Ronald, qui sera tué au combat en Afrique du Nord en 1942 (ci-dessous). |
| Peter Eckersley                                                |     | Député de Manchester Exchange depuis novembre 1935                             |       | Parti conservateur       | Lieutenant, Fleet Air Arm, Royal Navy Volunteer Reserve                | 2 juillet 1904    | 13 août 1940, à l'âge de 36 ans. Mort d'un accident de vol près d'Eastleigh, en Angleterre. | |
| Napier Sturt, 3e baron Alington                                |     | Pair héréditaire depuis juillet 1919                                           |       | incertain                | Pilot officer, Royal Air Force                                         | 4 novembre 1896   | 16 septembre 1940, à l'âge de 43 ans. Mort en service au Caire, d'une pneumonie. | Capitaine dans la Royal Air Force durant la Première Guerre mondiale. Son titre de baron s'éteint avec lui. |
| James Baldwin-Webb                                             |     | Député de The Wrekin depuis octobre 1931                                       |       | Parti conservateur       | Colonel, Royal Army Service Corps                                      | 5 février 1894    | 17 septembre 1940, à l'âge de 46 ans. Secrétaire honorifique de l'unité médicale Ambulance Hadfield-Spears, il meurt noyé en route vers le Canada pour lever des fonds, lorsque la Marine allemande coule le navire britannique SS City of Benares au bord duquel il se trouve. | Vétéran de la Première Guerre mondiale. |
| John Rathbone                                                  |     | Député de Bodmin depuis novembre 1935                                          |       | Parti conservateur       | Flight lieutenant, 82e escadron, Royal Air Force                       | 5 février 1910    | 10 décembre 1940, à l'âge de 30 ans. Tué en mission au-dessus de l'Allemagne. | Neveu de la députée et militante féministe Eleanor Rathbone. Son frère Henry Rathbone, capitaine dans les Scots Guards, est tué au combat à Monte Cassino en novembre 1943. |
| Frederick Eden, 6e baron Auckland                              |     | Pair héréditaire depuis juillet 1917                                           |       | incertain                | Flight Lieutenant, Royal Air Force                                     | 21 février 1895   | 16 avril 1941, à l'âge de 46 ans. Tué à Londres par un bombardement allemand durant le Blitz. | |
| Josiah Stamp, 1er baron Stamp                                  |     | Fait baron en juin 1938                                                        |       | incertain                | -                                                                      | 21 juin 1880      | 16 avril 1941, à l'âge de 60 ans. Civil, tué dans l'abri anti-aérien de son domicile à Londres par un bombardement allemand durant le Blitz. | Co-directeur de la Banque d'Angleterre depuis 1928. |
| John Wodehouse, 3e comte de Kimberley                          |     | Député de Mid Norfolk de 1906 à 1910 puis pair héréditaire depuis janvier 1932 |       | Parti libéral            | -                                                                      | 11 novembre 1883  | 16 avril 1941, à l'âge de 57 ans. Tué à Londres par un bombardement allemand durant le Blitz. | Capitaine dans le régiment 16th The Queen's Lancers durant la Première Guerre mondiale. Décoré de la Croix militaire. Champion olympique de polo aux Jeux olympiques de 1920. |
| Charles Howard, 20e comte de Suffolk                           |     | Pair héréditaire depuis mars 1927                                              |       | incertain                | -                                                                      | 2 mars 1906       | 12 mai 1941, à l'âge de 35 ans. Travaillant pour le ministère des Ressources, il désamorce de nombreuses bombes allemandes tombées durant le Blitz. Il est tué dans le Kent par l'une de ces bombes.                                                                            | Son père, le 19e comte, est tué à la bataille d'Istabulat en Irak durant la Première Guerre mondiale. Le 20e comte est célèbre pour avoir évacué en Angleterre l'intégralité du stock français d'eau lourde, ainsi que les scientifiques Lew Kowarski et Hans von Halban, au moment de la capitulation de la France. |
| Dudley Joel                                                    |     | Député de Dudley depuis octobre 1931                                           |       | Parti conservateur       | Lieutenant, Royal Naval Volunteer Reserve                              | 27 avril 1904     | 28 mai 1941, à l'âge de 37 ans. Tué lorsque l'aviation allemande coule le navire HMS Registan près du cap Cornwall. | |
| Richard Hanbury-Tracy, 6e baron Sudeley                        |     | Pair héréditaire depuis septembre 1932                                         |       | incertain                | Major, Royal Horse Guards                                              | 20 avril 1911     | 26 août 1941, à l'âge de 30 ans. Mort en service en mer au large de la Norvège. | |
| John North, 13e baron North                                    |     | Pair héréditaire depuis décembre 1938                                          |       | incertain                | Lieutenant, Royal Navy                                                 | 7 juin 1917       | 19 décembre 1941, à l'âge de 24 ans. Tué à bord du croiseur HMS Neptune, coulé par une mine en mer Méditerranée. | Son titre de baron, détenu autrefois par le Premier ministre Frederick North, devient vacant. |
| Patrick Munro                                                  |     | Député de Llandaff et Barry depuis octobre 1931                                |       | Parti conservateur       | simple soldat, Home Guard                                              | 9 octobre 1883    | 3 mai 1942, à l'âge de 58 ans. Mort d'épuisement à Londres lors d'un exercice d'entraînement de son unité. | Gouverneur du Darfour de 1923 à 1924, et de Khartoum de 1924 à 1928. Demi d'ouverture de l'équipe d'Écosse de rugby à XV de 1905 à 1911, puis président de la Fédération écossaise de rugby à XV en 1939. |
| James Despencer-Robertson                                      |     | Député d'Islington-ouest de 1922 à 1923, puis de Salisbury depuis mars 1931    |       | Parti conservateur       | Lieutenant-colonel, General Service Corps (en)                         | 7 novembre 1886   | 5 mai 1942, à l'âge de 55 ans. Mort à Salisbury d'une crise cardiaque, peut-être due à l'épuisement. | Vétéran de la Première Guerre mondiale (major, Royal Welch Fusiliers). |
| William Tatem, 1er baron Glanely                               |     | Fait baron en juin 1918                                                        |       | incertain                | -                                                                      | 6 mars 1866       | 28 juin 1942, à l'âge de 76 ans. Civil, tué à Weston-super-Mare par un bombardement allemand. | Son titre de baron s'éteint avec lui. |
| Edward Portman, 5e vicomte Portman                             |     | Pair héréditaire depuis juin 1929                                              |       | incertain                | Capitaine, Life Guards                                                 | 8 juillet 1898    | 14 juillet 1942, à l'âge de 46 ans. Mort en service à Windsor. | |
| Le prince George, duc de Kent                                  |     | Fait duc en octobre 1934                                                       |       | aucun                    | Air Commodore, Royal Air Force                                         | 20 décembre 1902  | 25 août 1942, à l'âge de 39 ans. Tué lorsque l'avion qui l'amène à la base de la Royal Air Force à Reykjavik s'écrase près de Dunbeath, en Écosse. | Frère du roi George VI. |
| Ronald Kay-Shuttleworth, 3e baron Shuttleworth                 |     | Pair héréditaire depuis août 1940                                              |       | incertain                | Capitaine, Royal Artillery                                             | 7 octobre 1917    | 17 novembre 1942, à l'âge de 25 ans. Tué au combat à Tabarca, en Tunisie, durant la campagne d'Afrique du Nord. | A hérité du titre de baron lorsque son frère aîné Richard est tué au combat. Le titre passe à leur cousin Charles, 4e baron, qui sera grièvement blessé à la guerre mais survivra. |
| Allen Bathurst                                                 |     | Député de Southampton de 1922 à 1929, puis de Bristol-centre depuis mars 1931  |       | Parti conservateur       | Lieutenant-colonel, Légion arabe                                       | 3 août 1895       | 17 décembre 1942, à l'âge de 47 ans. Mort dans un accident d'avion de la Royal Air Force à Malte. | Vétéran de la Première Guerre mondiale (capitaine, Royal Gloucestershire Hussars). Décoré de la Croix militaire et de l'ordre du Service distingué. |
| Somerset Maxwell                                               |     | Député de King's Lynn depuis novembre 1935                                     |       | Parti conservateur       | Lieutenant-colonel, Royal Corps of Signals                             | 20 janvier 1905   | 30 décembre 1942, à l'âge de 37 ans. Mort au Caire des suites de blessures reçues à la seconde bataille d'El Alamein. | |
| Richard Neville, 8e baron Braybrooke                           |     | Pair héréditaire depuis mars 1941                                              |       | incertain                | Lieutenant, Grenadier Guards                                           | 13 juillet 1918   | 23 janvier 1943, à l'âge de 24 ans. Tué au combat à Bou Arada, en Tunisie, durant la campagne d'Afrique du Nord. | |
| Edward Kellett                                                 |     | Député de Birmingham Aston depuis mai 1939                                     |       | Parti conservateur       | Colonel, Royal Armoured Corps                                          | 19 mai 1902       | 22 mars 1943, à l'âge de 40 ans. Tué au combat en Tunisie durant la campagne d'Afrique du Nord. | |
| Mervyn Herbert, 17e baron Darcy de Knayth                      |     | Pair héréditaire depuis avril 1929                                             |       | incertain                | Squadron leader, 157e escadron, Royal Air Force                        | 7 mai 1904        | 23 mars 1943, à l'âge de 38 ans. Tué près de Manningtree lorsque son appareil s'écrase par accident. | |
| Alastair Windsor, 2e duc de Connaught et Strathearn            |     | Pair héréditaire depuis janvier 1942                                           |       | aucun                    | Lieutenant, Royal Scots Greys                                          | 9 août 1914       | 26 avril 1943, à l'âge de 28 ans. Aide de camp d'Alexander Cambridge, comte d'Athlone, le gouverneur général du Canada, il meurt d'hypothermie lors d'un accident. | Son titre de duc s'éteint avec lui. |
| Charles Lyell, 2e baron Lyell                                  |     | Pair héréditaire depuis juin 1934                                              |       | incertain                | Capitaine, Scots Guards                                                | 14 juin 1913      | 27 avril 1943, à l'âge de 29 ans. Tué au combat à Bou Arada, en Tunisie, en capturant deux postes d'artillerie ennemis. | Décoré à titre posthume de la Croix de Victoria, la distinction suprême pour un militaire britannique. |
| Victor Cazalet                                                 |     | Député de Chippenham depuis octobre 1924                                       |       | Parti conservateur       | Colonel, Royal Artillery                                               | 27 décembre 1896  | 4 juillet 1943, à l'âge de 46 ans. Tué avec John Whiteley (ci-dessous) par l'écrasement de l'avion B-24 dans lequel il accompagnait le général Władysław Sikorski. | Vétéran de la Première Guerre mondiale (capitaine, Queen's Own West Kent Yeomanry) ; décoré de la Croix militaire. |
| John Whiteley                                                  |     | Député de Buckingham depuis juin 1937                                          |       | Parti conservateur       | Brigadier, Royal Artillery                                             | 7 janvier 1898    | 4 juillet 1943, à l'âge de 45 ans. Tué avec Victor Cazalet (ci-dessus). | Vétéran de la Première Guerre mondiale (lieutenant, Royal Artillery). |
| Norton Knatchbull, 6e baron Brabourne                          |     | Pair héréditaire depuis février 1943                                           |       | incertain                | Lieutenant, Grenadier Guards                                           | 11 février 1922   | 15 septembre 1943, à l'âge de 21 ans. Blessé au combat et fait prisonnier par les forces allemandes en Italie, il s'évade, est repris et est exécuté à Bronzolo par les SS. | |
| Henry Wellesley, 6e duc de Wellington                          |     | Pair héréditaire depuis décembre 1941                                          |       | incertain                | Capitaine, 2e Commando                                                 | 14 juillet 1912   | 16 septembre 1943, à l'âge de 31 ans. Tué au combat à Piegolelle durant la campagne d'Italie. | |
| Stuart Russell                                                 |     | Député de Darwen depuis novembre 1935                                          |       | Parti conservateur       | Capitaine, Coldstream Guards                                           | 18 janvier 1909   | 30 octobre 1943, à l'âge de 34 ans. Tué au combat à la seconde bataille d'El Alamein. | |
| Frank Heilgers                                                 |     | Député de Bury St Edmonds depuis octobre 1931                                  |       | Parti conservateur       | Lieutenant-colonel, Royal Artillery                                    | 25 juin 1892      | 16 janvier 1944, à l'âge de 51 ans. Tué dans un accident de train à Ilford. | Vétéran de la Première Guerre mondiale (Royal Artillery). |
| John Pelham, 8e comte de Chichester                            |     | Pair héréditaire depuis juin 1933                                              |       | incertain                | Capitaine, Scots Guards                                                | 12 juin 1912      | 21 février 1944, à l'âge de 31 ans. Mort en service dans un accident de la route. | |
| George Charles Grey                                            |     | Député de Berwick-upon-Tweed depuis août 1941                                  |       | Parti libéral            | Capitaine, 4e bataillon, Grenadier Guards                              | 2 décembre 1918   | 30 juillet 1944, à l'âge de 25 ans. Tué en service près de Chênedouit, par un sniper allemand durant l'opération Bluecoat de la bataille de Normandie. | « Bébé de la Chambre » (plus jeune membre de la Chambre des communes). |
| Charles Petty-Fitzmaurice, 7e marquis de Lansdowne             |     | Pair héréditaire depuis janvier 1938                                           |       | incertain                | Capitaine, Royal Wiltshire Yeomanry (en)                               | 9 janvier 1917    | 20 août 1944, à l'âge de 27 ans. Tué au combat en Italie. | |
| Walter Long, 2e vicomte Long                                   |     | Pair héréditaire depuis septembre 1932                                         |       | incertain                | Major, Coldstream Guards                                               | 14 septembre 1911 | 23 septembre 1944, à l'âge de 33 ans. Tué au combat à Uden, durant la libération des Pays-Bas. | |
| John Arundell, 16e baron Arundell de Wardour                   |     | Pair héréditaire depuis mars 1939                                              |       | incertain                | Capitaine, 2e bataillon, Wiltshire Regiment (en)                       | 18 juin 1907      | 25 septembre 1944, à l'âge de 37 ans. Fait prisonnier par les Allemands durant la bataille de France, il s'évade, et est repris et interné au camp du château de Colditz, où il contracte la tuberculose. Rapatrié, il meurt à l'hôpital à Chester.                             | Son titre de baron s'éteint avec lui. |
| David Davies, 2e baron Davies                                  |     | Pair héréditaire depuis juin 1944                                              |       | incertain                | Major, Royal Welch Fusiliers                                           | 16 janvier 1915   | 25 septembre 1944, à l'âge de 29 ans. Tué au combat à Reusel, durant la libération des Pays-Bas. | |
| Shane O'Neill, 3e baron O'Neill                                |     | Pair héréditaire depuis novembre 1928                                          |       | incertain                | Lieutenant-colonel, North Irish Horse (en), Royal Armoured Corps       | 6 février 1907    | 24 octobre 1944, à l'âge de 37 ans. Tué au combat en Italie. | Son père Arthur O'Neill, député du Parti unioniste irlandais, est tué au combat durant la Première Guerre mondiale. Son frère Terence O'Neill sera Premier ministre d'Irlande du Nord. |
| Walter Guinness, 1er baron Moyne                               |     | Fait baron en janvier 1932                                                     |       | Parti conservateur       | -                                                                      | 29 mars 1880      | 6 novembre 1944, à l'âge de 64 ans. Civil, représentant du gouvernement britannique en Égypte, il est assassiné au Caire par deux terroristes sionistes du mouvement Lehi. | Vétéran de la deuxième guerre des Boers et de la Première Guerre mondiale ; décoré de l'ordre du Service distingué. Secrétaire d'État aux Colonies et Leader de la Chambre des lords de 1941 à 1942. |
| John Macnamara                                                 |     | Député de Chelmsford depuis novembre 1935                                      |       | Parti conservateur       | Colonel, Royal Ulster Rifles                                           | 11 octobre 1905   | 22 décembre 1944, à l'âge de 39 ans. Tué en Italie par un bombardement de mortiers allemand. | |
| Robert Bernays                                                 |     | Député de Bristol-nord depuis octobre 1931                                     |       | Parti national-libéral   | Lieutenant, Royal Engineers                                            | 6 mai 1909        | 23 janvier 1945, à l'âge de 42 ans. Mort en service dans un accident d'avion au-dessus de la mer Adriatique, avec John Campbell (ci-dessous). | |
| John Dermot Campbell                                           |     | Député d'Antrim depuis février 1943                                            |       | Parti unioniste d'Ulster | -                                                                      | 20 janvier 1898   | 23 janvier 1945, à l'âge de 47 ans. Civil, mort dans un accident d'avion au-dessus de la mer Adriatique en route vers une rencontre avec des soldats, avec Robert Bernays (ci-dessus).                                                                                          | |
| Charles Colville, 3e vicomte Colville de Culross               |     | Pair héréditaire depuis mars 1928                                              |       | incertain                | Commandant, Royal Navy                                                 | 26 mai 1888       | 14 mars 1945, à l'âge de 56 ans. Mort en service dans un accident d'avion aux Açores. | Vétéran de la Première Guerre mondiale. |
| Basil Hamilton-Temple-Blackwood, 4e marquis de Dufferin et Ava |     | Pair héréditaire depuis juillet 1930                                           |       | Parti conservateur       | Capitaine, Royal Horse Guard                                           | 6 avril 1909      | 25 mars 1945, à l'âge de 35 ans. Tué en service en Birmanie par un mortier japonais. | |
| Rupert Brabner                                                 |     | Député de Hythe depuis juillet 1939                                            |       | Parti conservateur       | Commandant, 801 Naval Air Squadron (en), Fleet Air Arm                 | 29 octobre 1911   | 27 mars 1945, à l'âge de 33 ans. Mort en service dans un accident d'avion en accompagnant le maréchal Peter Drummond au Canada. | Décoré de l'ordre du Service distingué et de la croix du Service distingué. |
| Ronald Gough-Calthorpe, 9e baron Calthorpe                     |     | Pair héréditaire depuis juin 1945                                              |       | incertain                | Flying officer, Royal Air Force                                        | 22 juin 1924      | 9 octobre 1945, à l'âge de 21 ans. Mort à Norwich dans un accident d'avion. | Commémoré sur le mémorial bien que mort après la guerre, à laquelle il a participé et survécu. |
| Roger Keyes, 1er baron Keyes                                   |     | Député de Portsmouth-nord de 1934 à 1943 ; fait baron en janvier 1943          |       | Parti conservateur       | Admiral of the Fleet, Royal Navy                                       | 4 octobre 1872    | 26 décembre 1945, à l'âge de 73 ans. Mort à Buckingham des suites d'une inhalation de fumée durant une attaque japonaise contre le vaisseau USS Appalachian, où il était en visite en service.                                                                                  | Vétéran de la révolte des Boxers et de la Première Guerre mondiale. Directeur des Opérations combinées de juin 1940 à octobre 1941. |